# Nettastoma syntresis
Nettastoma syntresis is een straalvinnige vissensoort uit de familie van toveralen (Nettastomatidae). De wetenschappelijke naam van de soort is voor het eerst geldig gepubliceerd in 1981 door Smith & Böhlke.